# Oxynetra confusa
Espèce
Oxynetra confusa est une espèce de lépidoptères de la famille des Hesperiidae, de la sous-famille des Pyrginae et de la tribu des Pyrrhopygini.

## Dénomination
Oxynetra confusa a été nommé par Otto Staudinger en 1888.

### Nom vernaculaire
Oxynetra confusa se nomme Confusing Firetip en anglais.

## Description
Oxynetra confusa est un papillon au corps trapu noir, poudré de bleu métallisé. 
Les ailes sont bordées de noir avec des plages hyalines veinées de noir et un poudrage bleu métallisé principalement submarginal.

## Écologie et distribution
Oxynetra confusa est présent au Venezuela, en Équateur, en Bolivie, en Argentine et au Pérou. Sa présence en Guyane est à confirmer,.

### Protection
Pas de statut de protection particulier.